# Fürstlich Fürstenbergische Brauerei
 (avril 2024).
Si vous disposez d'ouvrages ou d'articles de référence ou si vous connaissez des sites web de qualité traitant du thème abordé ici, merci de compléter l'article en donnant les références utiles à sa vérifiabilité et en les liant à la section « Notes et références ».
La Fürstlich Fürstenbergische Brauerei est une brasserie à Donaueschingen, dans le Land de Bade-Wurtemberg (Allemagne).

## Histoire
Le 18 janvier 1283, le comte Henri Ier de Fürstenberg reçoit du roi Rodolphe Ier de Habsbourg le comté de Baar comme fief, avec lequel le privilège de brassage lui est également transféré. Dès 1575, deux types de bière différents étaient brassés dans la brasserie Fürstenberg. Après que la brasserie doit cesser ses activités pendant cinq ans en 1700 en raison des guerres et de la hausse des prix des céréales et du malt, le brassage reprend en 1705 grâce au prince Antoine-Egon de Fürstenberg-Heiligenberg (de), avec principalement de l'Ordinaribier (Weizenbier de fermentation haute) ainsi que de la Märzen et de la Doppelbier.
Après que le prince Joseph de Fürstenberg-Stühlingen déménage son siège à Donaueschingen en 1723, la demande pour ces bières augmente. C'est pourquoi la construction de la nouvelle brasserie Fürstenberg commence en 1739. L'emplacement de la brasserie n'a pas changé depuis.
En 1801, la « Luftbier », une bière de fermentation haute à base de malt de blé et d'orge, est brassée pour la première fois et est similaire à la bière blanche actuelle de la brasserie.
Avec les premiers chemins de fer en 1868, la bière est livrée sur de longues distances, par exemple en Suisse et à Paris. La brasserie est l'une des premières brasseries de vente par correspondance en Allemagne. La bière en bouteille est pasteurisée pour la première fois en 1880.
En 1884, la brasserie Fürstenberg accueille un maître brasseur très innovant, Josef Munz. Deux ans après avoir rejoint la brasserie, il réussit à produire une spécialité de style brassicole viennois. La « Salvator » jaune doré est envoyée au Brésil sous le nom de « Danubia-Exportbier ».
En 1895, la brasserie commence à produire une bière de type pils, « Bohemia », qui est plus tard appelée « Fürstenberg-Bräu hell » et aujourd'hui « Premium Pilsener ». La Fürstenberg-Pilsener est livrée à l'empereur Guillaume II en 1900.
Les bières Fürstenberg acquièrent une renommée internationale grâce à des contrats avec des transporteurs et des voyagistes. Au début du XXe siècle, les navires de Hapag et Norddeutscher Lloyd ont à leur bord la Fürstenberg-Pilsener. Parmi les autres clients figurent Mitropa, Lufthansa et Zeppelin.
En 1988, la brasserie Fürstenberg est l'une des premières bières sans alcool en Allemagne.
La brasserie Fürstenberg reprend la Riegeler Brauerei (de) en mai 2000. La même année, la brasserie est représentée pour la première fois sous une grande tente à la Cannstatter Volksfest.
En 2005, la brasserie fait partie de Brau Holding International AG, aujourd'hui Paulaner Brauerei Gruppe (de).

## Production
Les bouteilles sont en verre de 0,33 litre et 0,5 litre ainsi qu'en canettes de 0,5 litre. Les types de bière suivants sont proposés :
- Fürstenberg Premium Pilsener
- Fürstenberg Pilsener 0,0 % Alkoholfrei
- Fürstenberg Original Export
- Fürstenberg Naturtrübes Helles
- Fürstenberg Hefeweizen Hell
- Fürstenberg Hefeweizen Dunkel
- Fürstenberg Kristallweizen
- Fürstenberg Natur Radler
- Fürstenberg Natur Radler 0,0 % Alkoholfrei
- Fürstenberg Zitrus Radler 0,0 % Alkoholfrei